# Sanningsvillkor
Sanningsvillkor är i klassisk logik satsers sanningskriterier som ofta beskrivs med hjälp av sanningsvärdetabeller så att hela uppsättningen av sanningsvärden för olika möjliga fall specificeras. 
Om två satser har exakt samma uppsättning sanningskriterier sägs de vara ekvivalenta i klassisk logik.